# Matias Aires
Matias Aires Ramos da Silva de Eça (Capitania de São Paulo, 27 de março de 1705 — Lisboa, 10 de dezembro de 1763) foi um filósofo, Cavaleiro da Ordem de Cristo e escritor português, ou luso-brasileiro, por ter nascido no Brasil Colonial, parte do Reino de Portugal. É patrono da cadeira 6 da Academia Brasileira de Letras, irmão de Teresa Margarida da Silva e Orta, considerada a primeira mulher romancista em língua portuguesa.
Escreveu ensaios filosóficos em francês, latim e foi também tradutor de clássicos latinos. É considerado por muitos o maior nome da Filosofia de Língua Portuguesa do século XVIII.

## Biografia
Filho de José Ramos da Silva e de sua mulher Catarina de Orta, nasceu em São Paulo, na então capitania de São Paulo.
Foi cavaleiro da Ordem de Cristo e provedor da Casa da Moeda de Lisboa, obtendo e sucedendo neste emprego a seu pai, José Ramos da Silva, por sua morte. Nesta realidade é que surgiu o pai de Matias Aires, José Ramos da Silva, provedor das expedições que encontraram ouro nas Gerais. O escritor Alceu Amoroso Lima, na introdução ao livro de Matias Aires, faz o seguinte comentário: “A figura de José Ramos da Silva, e a sua ascensão de criado de servir a magnata máximo da fortuna paulista do século XVIII, tornou-se um dos tipos mais representativos do Brasil Colonial.” Bafejado pela sorte, este novo rico passou a ser um grande mecenas para os Jesuítas de São Paulo, construindo igrejas, mandando vir de Portugal mestres de obras, santeiros, talhadores e douradores, enfim, dando todo o apoio aos conventos e colégios da Ordem. Foi neste ambiente que nasceu.
Matias Aires foi educado no colégio jesuíta de São Paulo, onde aprendeu a ler e escrever em português e latim, também estudando os clássicos e os rudimentos de religião e filosofia. Quando tinha onze anos, seu pai resolveu transferir-se para Lisboa. Como homem prático que era e através dos bons contatos com os jesuítas que desfrutavam de grande prestígio junto a D. João V, foi José Ramos designado para exercer o cargo de Provedor das Casas de Fundição, uma das mais altas e lucrativas funções do Reino.
Preocupado com a educação dos filhos, ao chegar a Portugal, matriculou as duas meninas no Convento de Odivelas e Matias no tradicional e conceituado Colégio de Santo Antão. Terminado os estudos secundários, ingressa na Faculdade de Direito de Coimbra, em 1722, recebendo no ano seguinte o grau de Licenciado em Artes, graduando-se mais tarde na cidade de Baiona, na Galiza. Foi Bacharel em Filosofia pela Faculdade de Ciências e Mestre em Artes pela Faculdade de Letras da Universidade de Coimbra. Em Paris obtém o duplo diploma em Direito Civil e em Direito Canónico.
Em 1728, decide ir para Paris, matriculando-se na Sorbonne onde, além de continuar o curso de Direito, estuda ciências naturais, matemática e hebraico, seguindo as grandes linhas de preocupação da época - o empirismo de Locke, o racionalismo de Rousseau e as ciências matemáticas e físicas com nascente prestígio sob a influência de Newton. Foram seus contemporâneos neste período francês pensadores como Voltaire e Montesquieu.
Volta a Portugal em 1733 e continua suas leituras no isolamento de suas Quintas. Tornou-se notável literato e naturalista e grande amigo do malogrado António José da Silva, o Judeu, que procurou ardentemente salvar da fogueira, o que não conseguiu.

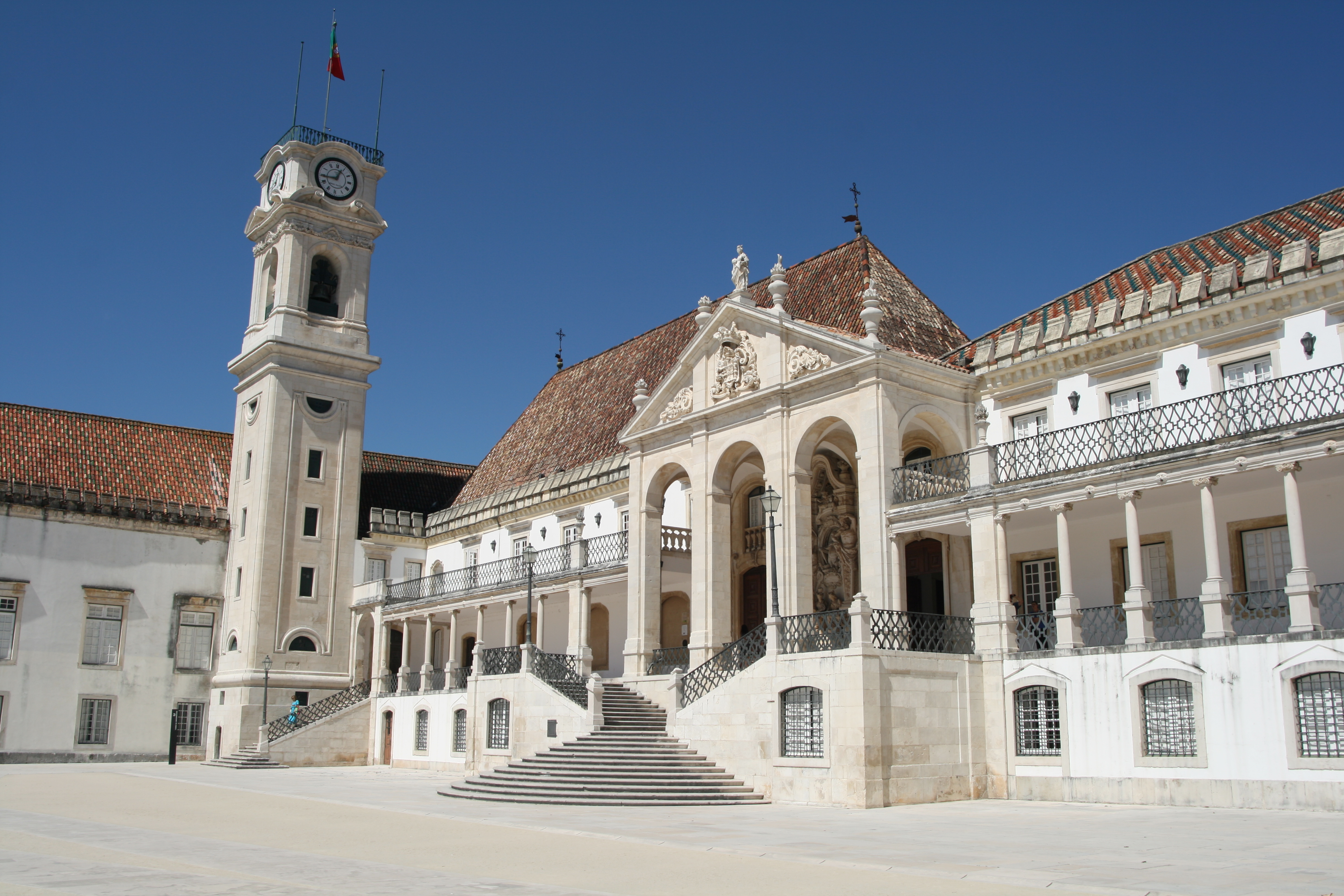
Faculdade de Direito da Universidade de Coimbra.

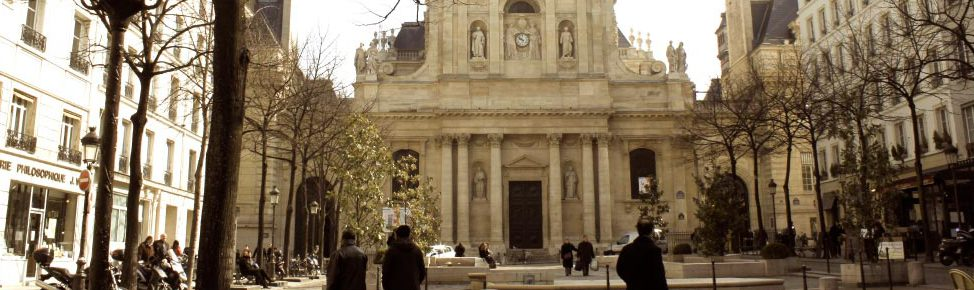
A Sorbonne Université, em Paris, onde estudou Matias Aires.

### Retorno a Portugal
Em 1743, com a morte do pai, o substitui nas funções e passa a residir em Lisboa, frequentando, na ocasião, os altos salões da Corte. Adquire para morar o Palácio do Conde de Alvor, uma monumental residência, conhecida hoje, em Lisboa, como o Solar das Janelas Verdes, onde funciona o grandioso Museu de Arte Antiga. Com a morte de D. João V, sobe ao trono português D. José I. É para este monarca que Matias Aires dedica o seu célebre livro, ''Reflexões sobre a Vaidade dos Homens'', que tem como subtítulo ''Discursos Morais sobre os efeitos da Vaidade, oferecidos ao – Rei Nosso Senhor D. José I". A 1ª edição data de 1752'.
Regressado a Portugal, leva uma vida suntuosa, em que os bens do pai vão sendo progressivamente dilapidados. E, por este motivo, inicia uma pendência contra a irmã, Teresa Margarida, disputando o seu direito à herança.
Herdeiro do vínculo, após a morte do pai, Matias Aires sucede-lhe também no cargo de Provedor da Casa da Moeda. Tenta então uma nova pendência contra a irmã, mais uma vez sem sucesso. Posteriormente, com as reformas introduzidas na administração portuguesa pelo Marquês de Pombal, Matias Aires é destituído do cargo e, em 1761, recolhe-se à sua Quinta na Corujeira e falece no ano de 1763.

## Produção intelectual

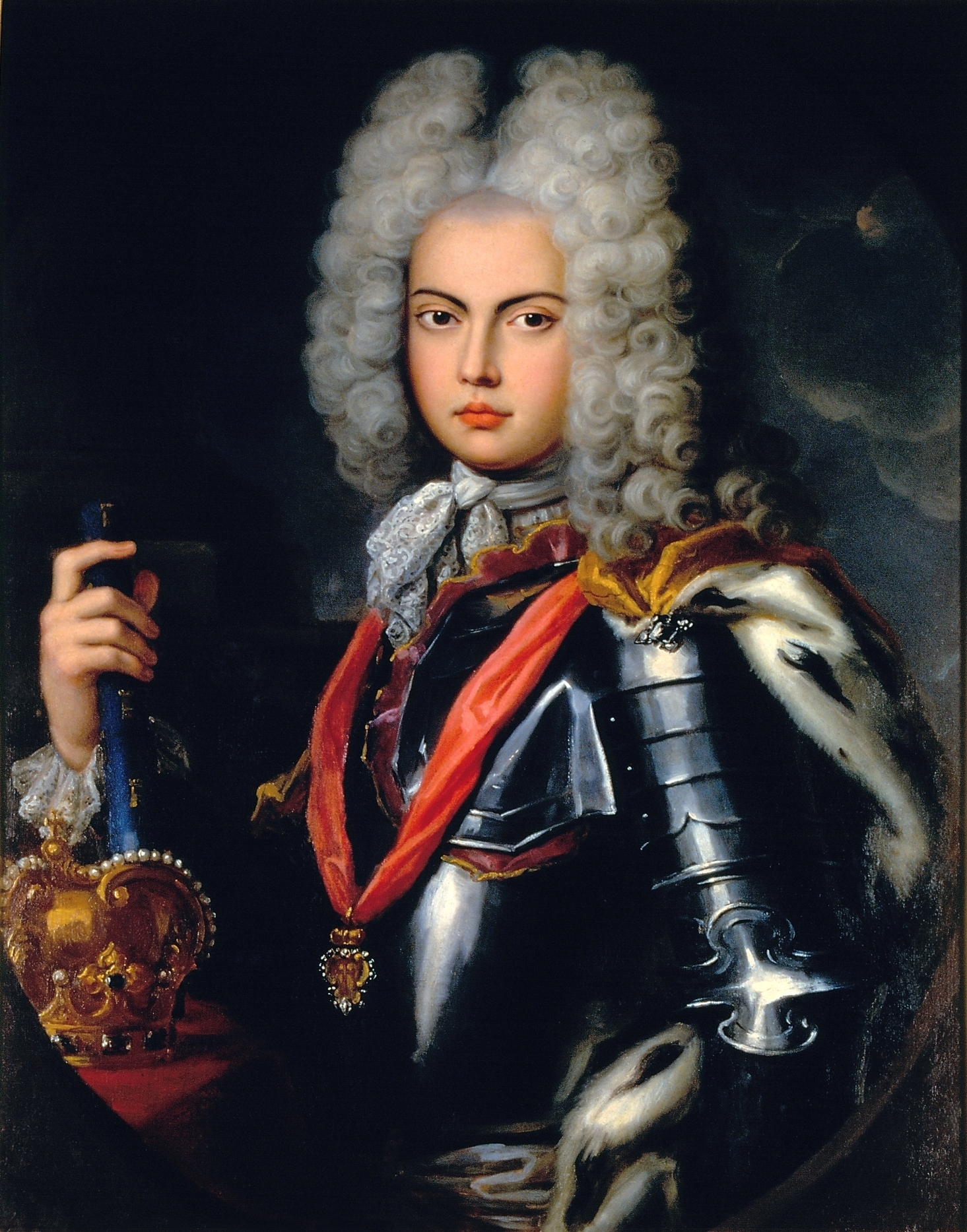
Rei D. João V, contemporâneo de Matias.

Segundo Carvalho dos Reis (2019), o pai de Matias, homem ambicioso, foi para Portugal com o objetivo de conquistar a nobilitação: o último degrau da hierarquia da vaidade social. Com este objetivo, no ano de 1716, acomodou-se com tanta pompa quanta a ambição, procurando reconduzir a si os holofotes de Lisboa. Todavia, não encontrou a mesma sorte que no Brasil (Aires: 2005, p.218, apud CARVALHO REIS), pelo contrário, foi recebido com inimizade. O mesmo se terá passado com o filho Matias, igualmente habituado à deferência com que era tratado no Brasil, «agora, era apenas o filho de um dos tais mineiros que o povo da corte invejava, mas não estimava». Estas experiências terão ensinado, posteriormente, ao filho que a vaidade própria tende a ofender a alheia dando início ao seu interesse e reflexões sobre a Vaidade.
Esta reflexões foram publicadas em 1752: Reflexões sobre a Vaidade dos Homens, onde o autor tece suas ponderações a partir do trecho bíblico extraído do Eclesiastes: Vanitas vanitatum et omnia vanitas, ou seja, "Vaidade das vaidades, tudo é vaidade".
Este período de grande produtividade corresponde também a uma fase de maior recolhimento, sem dúvida induzido pelas crescentes dificuldades econômicas mais do que por um genuíno desgosto com a vida em sociedade em Portugal, e ao progressivo adensamento de uma misantropia e de um ceticismo que se revelam inclusive na relação com a obra. Sua linguagem é clara e inspirada em Vauvenargens. Aliás, Reflexões sobre a vaidade dos homens, do primeiro filósofo moralista brasileiro, apresenta inúmeros exemplos, em linguagem clara e fluente, em que os períodos compostos por subordinação raramente assumem estrutura labiríntica, o que parece decorrência da feição sentenciosa da sua frase: muitas orações ou períodos simples de Matias Aires são verdadeiras máximas. Além disso, conforme Prado Coelho,  Matias não tinha ao seu dispor palavras como pensador, moralista, pessimista - que hoje servem para o caracterizar. Esse é um problema de língua, do século XVIII.

Seguem as estas, Philosofia rationalis (Filosofia Racional); Via ad campum sophie seu physicae subterranae (O caminho para o campo da sabedoria ou da física subterrânea); Lettres bohémiennes (Cartas boêmias); Discours panégyriques sur la vie de Joseph Ramos da Silva (Discursos Panegíricos sobre José Ramos da Silva); Discurso congratulatório pela felicíssima convalescença e real vida d’el rei D. José; Carta sobre a fortuna; e Problema de Arquitectura Civil, único texto, dentro deste último grupo, que subsistiu até aos dias atuais. Deixou trabalhos sobre as ações de Alexandre e César e traduções de Quinto Curcio e Lucano. Aos poucos opta por abandonar a língua materna na redação dos seus escritos, anunciada no prólogo das Reflexões e de facto levada a efeito nas edições subsequentes, utilizando-se de outra grafia, e experienciando principalmente uma profunda descrença relativamente ao mérito intrínseco de suas composições (caracterizadas como meros esboços inconclusos) e o profundo desencanto quanto à sua capacidade para influenciar e agir sobre a realidade. Em 1761, as desinteligências como o Marquês de Pombal conduzem ao seu afastamento do cargo de Provedor, o que se reflete sobre a sua já premente situação econômica. E neste contexto que escreve a um amigo a muito pessimista a Carta sobre a Fortuna, desde 1778 habitualmente incluída nas edições de as Reflexões. Eis um trecho da Carta sobre a Fortuna incluída nas Reflexões a partir de 1778:
| “ | E assim nada espero da fortuna, nem a fortuna de mim pode esperar nada; porque o meu talento foi discursivo sempre, operativo nunca, e a fortuna quer obras e não palavras. [...l Alguns há que o que discorrem, obram: eu só debuxo e não sei pintar o que eu mesmo debuxei; sei delinear, executar não, e sempre na execução me perco, semelhante ao Náutico imperito que, sabendo a carta e sabendo os rumos, em largando as velas logo se perde. De que serve, pois, a arte que só na imaginação se mostra e fora dela se desvanece? Muitos sabem idear, praticar poucos.» (p. 189) «Tudo sei para dizer, mas para fazer só sei que não sei nada. As minhas artes são todas em pensamento e por isso são justamente desgraçadas, porque a fortuna não pode fazer milagres; e que pode fazer de uma matéria que não se move e que, sendo inteligente, é sem acção, inútil inteligência e semelhante à árvore frondosa que, produzindo flores, não sabe produzir frutos" (id., p. 190.).. | ” |

### Problema de Arquitetura Civil
O Problema de Arquitetura Civil, a saber: Porque os edifícios antigos têm mais duração e resistem mais ao tremor de terra que os modernos? foi publicado postumamente em 1770, pelo filho de Matias: Manuel Ignácio Ramos da Silva Eça, que ficou famoso desde então. Nesse contexto, a irmã de Matias, Teresa Margarida da Silva e Orta que afastara-se do irmão, reataria com ele sua amizade após a morte do marido. Assim, eles moraram juntos em São Francisco de Borja até a morte de Matias, em 1763. Após seu falecimento Teresa e Manuel entraram numa disputa judicial pelos bens de Matias, acumulados também pelas publicações.

### Possíveis influências
Alceu Amoroso Lima apontou, em introdução ao livro de Matias Aires (2004), o Les Caractères do moralista francês Jean de la Bruyère (1645-1696) como uma das mais importantes influências no pensamento do filósofo paulista. De fato, algumas noções defendidas por Matias Aires encontram-se presentes nas reflexões ácidas e irônicas do francês. Eles compartilhavam, de modo geral, uma concepção muito semelhante da condição humana, isto é, imersa na dor: "Os homens parecem ter nascido para o infortúnio, a dor e a pobreza" (La Bruyère, 1688, p. 247). Entretanto, essa ideia de uma natureza humana essencialmente dolorida e inevitavelmente miserável era um lugar-comum amplamente difundido na primeira modernidade. Além de citar rapidamente La Bruyère, Amoroso Lima identificou o que no pensamento do filósofo paulista é vaidade com a noção de amor-próprio legada por La Rochefoucauld (1613-1680). O moralista francês conferiu enorme destaque ao amor-próprio como afeto fundamental da condução dos atos humanos. Para ele, o amor-próprio é o que permite o julgamento das coisas do mundo, como para Matias Aires era a vaidade: "Nós somente sentimos nossos bens e nossos males à proporção de nosso amor-próprio" (La Rochefoucauld, 1678, p. 75, trad. nossa). De qualquer forma, isso indica que a felicidade está no gosto pessoal, mais do que nas coisas propriamente ditas, o que ambos os filósofos concordavam a sua maneira.

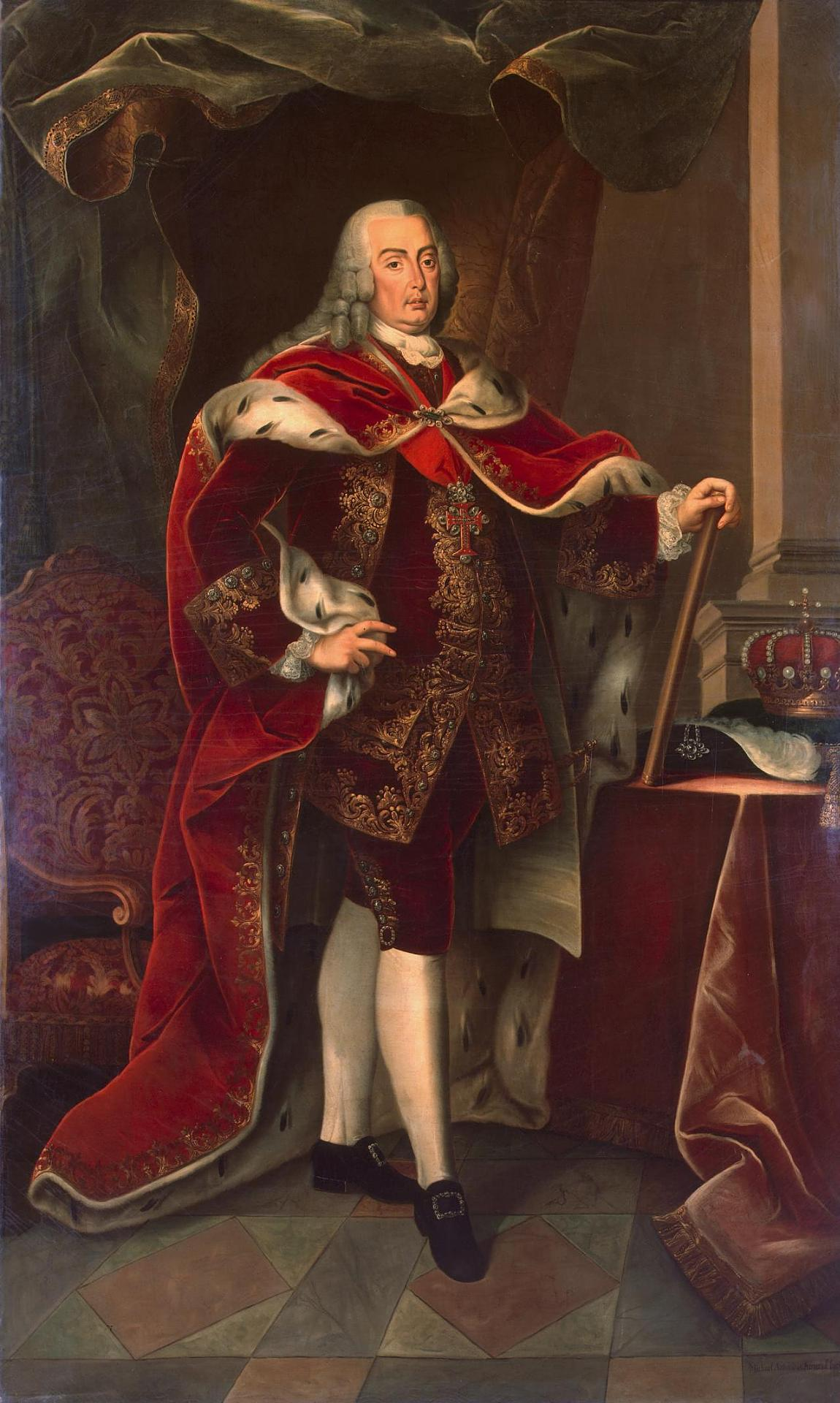
Rei Dom José I de Portugal a quem Matias Aires dedicou o seu famoso livro Reflexões sobre a vaidade dos homens.

Em alguns aspectos a noção de vaidade de Matias Aires guarda certas semelhanças com as máximas de La Rochefoucauld (1678) sobre essa paixão da alma. É a vaidade que faz alguém falar e, sobretudo, é o que motiva os elogios nas conversações. E, mais importante, a vaidade, a vergonha e o temperamento fazem o valor do homem e a virtude das mulheres. Ou ainda, muitas supostas virtudes são atos de vaidade. Por exemplo: "O que chamamos de liberalidade é muito frequentemente apenas vaidade de dar, o que amamos mais do que aquilo que damos" (p.;68).
Quando a vaidade não inverte as virtudes, ela tem o poder de animá-las. La Rochefoucauld afirma que as paixões mais violentas são perturbadoras, mas a vaidade nos agita sempre. E disparou: "A vaidade nos faz fazer mais coisas contra nosso gosto que a razão" (p.;85).
Haveria, porém, outra hipocrisia menos inocente, aquela de algumas pessoas que aspiram à glória de uma bela e imortal dor. São pessoas que não se cansam das lágrimas, dos lamentos e dos suspiros e que se tornam personagens lúgubres, capazes de persuadir que suas dores não têm fim. Enfim, o que está em jogo nessa dita hipocrisia é o desejo de ser amado, o que também foi posteriormente desenvolvido por Matias Aires a partir da ideia de vaidade.
Embora Matias estivesse mais interessado no pensamento francês do final do século XVII, cabe lembrar que o maior expoente da cultura lusa seiscentista, o padre Antônio Vieira (1608-1696), também discorreu, em várias ocasiões, sobre a vaidade. Mesmo não considerando a vaidade uma paixão pivô, como defenderia o filósofo paulista no século seguinte. No "Sermão das Exéquias do Conde de Unhão D. Fernão Telles de Menezes", pregado em Santarém, em 1651, o sermonista observou: "Os homens, como somos camaleões da vaidade, mudamos de cor a cada mudança de vento: quantos são os ventos de que nos sustentamos, tantas são as cores de que nos vestimos" (Vieira, 1651, v. XV, p.347). É evidente que ele criticou essa falha moral: "Portai-vos de tal maneira, sendo sempre o mesmo, que vos possam todos louvar, ao menos que vos possam conhecer" (p.347).
De qualquer forma, o tema do vanitas (extraído do Eclesiastes: Vanitas vanitatum et omnia vanitas) está presente no discurso católico contrarreforma do século XVII. Afinal, de que vale tanta vaidade se a própria vida é uma sucessão de mortes. Nesse mesmo sermão, Vieira (1651) avisou: "A adolescência é morte da puerícia; porque acabamos de ser meninos: a juventude é morte da adolescência; porque acabamos de ser moços: a idade varonil é morte da juventude; porque acabamos de ser mancebos: e assim vamos morrendo a todas as idades (v. XV, p. 348). Para Matias Aires, a vaidade modela a visão dos objetos e faz triste ou alegre. Para Vieira, em consonância com a tradição aristotélica-tomista, são as várias paixões que dão o colorido à percepção das coisas.

## Nacionalidade
Segundo a atual Constituição Brasileira/88, todos os nascidos no Brasil, ainda que de pais estrangeiros, são brasileiros natos, salvo os casos em que um dos pais esteja a serviço de seu país de origem. Esse é o critério ius soli, competido à Matias e não se referindo ao seu pai que não veio ao Brasil a serviço de Portugal. Entretanto, o conceito de nacionalidade atual não existia naquele tempo, pois este é o vínculo jurídico de direito público interno entre uma pessoa e um Estado, instituído pelo direito internacional. A Primeira Constituição Brasileira de 1824 veio após a morte de Matias e nela não há nada especificado sobre "nacionalidade", como também não há na primeira Constituição Portuguesa de 1822. Por estes motivos tem-se debatido sobre a nacionalidade de Matias, ser um brasileiros (jus solis), português (jus sanguis) ou polipátrida.[carece de fontes?] Contudo, percebe-se que a submissão de uma unidade federativa a um Estado não exclui a naturalização dos nativos dessa unidade federativa hipotética. Segundo esse entendimento, Matias pode ser considerado: paulistano, paulista, brasileiro e português, ou seja: polipátrida.

## Morte
Inocêncio Francisco da Silva informa no seu dicionário que "a data de seu óbito é por ora ignorada, sabendo-se contudo que já era falecido no ano de 1770, em decorrência de uma crise de apoplexia, corroborando a data de 10 de dezembro de 1763, a partir de documentação comprobatória.
Deixou dois filhos ilegítimos: José e Manuel Inácio.

## Legado e homenagens
O dramaturgo, romancista, poeta, advogado e membro da Academia Brasileira de Letras, Ariano Suassuna referia-se à Matias Aires como o maior filósofo do século XVIII em língua portuguesa, afirmando que o seu ostraciosmo revelava a negligência dos intelectuais brasileiros em relação a cultura brasileira. Mário de Andrade também citou Matias Aires no O Aleijadinho e Álvares de Azevedo como um dos autores que foi colher ideias nos jardins europeus.
António Pedro Mesquita, professor doutor pela Universidade de Lisboa, escreveu Homem, Sociedade e Comunidade Política – O Pensamento Filosófico de Matias Aires (1705-1763), apontando para a importância do filósofo e analisando sua produção intelectual.
Em relação à obra de Matias Aires, três leituras distintas são possíveis: (i) uma maneira biográfica, (ii) uma maneira ideológica, e (iii) uma maneira filosófica. A maneira biográfica deriva o pensamento da biografia do autor. Tal procedimento, segundo Mesquita, resulta incompleto sempre, pois uma análise que confronta a vida e a obra de Matias acaba verificando que há, entre ambas, uma profunda contradição. Assim, a leitura biográfica não consegue explicar o fosso existente entre aquilo que Aires escreve e as escolhas que faz em sua vida particular. Outra maneira de ler as “Reflexões Sobre a Vaidade dos Homens” seria uma “leitura ideológica” do texto; porém, esse modo de abordagem não é considerado o mais adequado em relação à produção airesiana por derivar somente do momento histórico os conteúdos da obra. Por fim, é possível ler Matias Aires a partir da perspectiva de uma leitura filosófica: Matias Aires constrói uma teoria do que é o humano, elabora uma reflexão acerca daquilo que constitui o princípio fundamental da natureza humana. Esse meio seria capaz de compreender os argumentos filosóficos expostos na obra, bem como os objetivos do autor e sua teoria.
Segundo Athayde de Tristão, o culto à ciência foi levado para Portugal por Matias Aires e por ele comunicado à sua irmã. Completamente embebido de cartesianismo, e mais do que isso, penetrado pelo naturalismo científico que o século XVII legara ao século XVIII, Matias Aires ia ser, em Portugal, o patriarca do cientificismo. Seria reconhecido como um dos grandes humanistas do século XVIII, comparado à  Montaigne e La Rochefoucauld. Também, por seus escritos, é considerado um dos que abriram caminho aos estudos e ao cientificismo em Portugal.
O filósofo Miguel Real baseia sua tese sobre felicidade em Matias Aires. Para Real, em Nova Teoria da Felicidade, Matias criou uma nova ética explorando antropologicamente qualidades individuais do ser humano. Segundo o autor, a ideia matiana concebe dois níveis de felicidade: [i] a falsa e ilusória, a dos povos e das gentes, feita de poder, riqueza e fama - três colunas da exacerbação da vaidade própria; assim realizar a vaidade seria cumprir a felicidade; e [ii] a verdadeira, a dos pensadores, consistindo uma aproximação incessante à verdade, exigindo o desmascaramento da vaidade individual e social, findando no estado interior de serenidade de quem sabe que tudo é vaidade.

### Academia Brasileira de Letras
Matias Aires é o patrono da Cadeira de número 6 da ABL, que seria sucedida por Guerra Junqueiro em 1898. Também é o patrono da cadeira de número 3 da Academia Paulista de Letras, cujo fundador é Luís Pereira Barreto, sendo considerado pela instituição o primeiro filósofo brasileiro.

## Cronologia
- 1705 - Nascimento de Matias Aires em São Paulo, no dia 27 de março.
- 1716 - O pai de Matias, José Ramos da Silva, assume o posto de provedor da Casa da Moeda de Lisboa.
  - Matias ingressa no colégio de Santo Antão.
- 1722 - Inicia os estudos na Faculdades de Direito de Coimbra.
  - Dá continuidade ao curso interrompido de Direito Civil Canónico e conclui na cidade de Baiona, na Galícia.
- 1726 É condenado a quatro anos de degredo em Castro Marim no Algarve por ter golpeado a língua de uma escrava.
- 1728 - Vai à Paris, matricula-se na Sorbonne Université, continua os estudos em ciências naturais, matemática e hebraico.
  - Nessa viagem, estadia com o Infante D. Manuel Bartolomeo, irmão do rei D. João V.
  - Escreve obras em francês e latim que hoje encontram-se perdidas.
- 1729 - Parte em viagem pela Europa até 1733.
- 1743 - Substitui o pai como provedor da Casa da Moeda, após sua morte, e passa a residir em Lisboa, Portugal.
  - Adquire para morar, o Palácio do Conde de Alvor: o Solar das Janelas Verdes.
- 1752 - Publica Reflexões Sobre a Vaidade dos Homens ou Discursos Morais Sobre os Efeitos a Vaidade.[43]
- 1761 - Publica a segunda edição de Reflexões sobre a Vaidade dos Homens.
- 1763 - Morre, em 10 de dezembro, Matias Aires.
- 1770 - Publicação póstuma de Problemas de arquitetura civil.

## Representação iconográfica
A representação gráfica do nome de Matias Aires sofreu grande variação ao longo do tempo, desde o inicial "Matias Aires José da Silva" que integra a Academia dos Aplicados ou "Matias Aires Ramos da Silva" no requerimento do hábito de Cristo, e também: "Matias Aires Ramos da Silva de Eça" o qual assina as suas obras.
Outro fato curioso é que a figura do rei Dom João V de Portugal tem sua imagem recorrentemente confundida com a de Matias Aires. Em 2012, a Imprensa Oficial de São Paulo, publicou uma série de livros intitulada Coleção Série Essencial. A coletânea objetivou apresentar uma introdução, realizada por uma série de importantes intelectuais nacionais, ao pensamento de cada um dos ocupantes das 40 cadeiras da Academia Brasileira de Letras, assim como os patronos históricos da instituição. Cada livro apresentou a biografia de um autor e o seu retrato na capa. A edição iconografica de Matias Aires (ISBN 9788540100725 de 68 páginas) exibiu o retrato do rei Dom João V de Portugal, supondo ser de Matias Aires. 
Outro equívoco como este ocorreu com a Enciclopédia Brittanica, apresentando no site oficial o retrato rascunhado de João de Barros por Louis Legrane no verbete de Matias Aires. Neste caso é provável que o erro seja intencional ou tenha sido devido a semelhança entre ambos, com exceção de Matias ser representado com uma barba mais longa e com a cabeça raspada.

## Legado
O legado de Matias Aires é relativamente escasso, muito embora o autor seja sempre relembrado em artigos, livros e obras sobre a história da filosofia e da literatura lusófona. Podemos verificar ainda uma série de teses e artigos sobre o autor, e a influência em intelectuais como Ariano Suassuna. Para Rodrigo Costa, em História da Filosofia e Exclusão de Filosofias: o caso Matias Aires, as próprias histórias da filosofia são responsáveis por frequentes “desaparecimentos” de pensadores, ao propor narrativas filosóficas em sequência de ideias organizadas em certa direção; os trabalhos filosóficos que não se inserem nessa narrativa, desaparecem. Assim, essas histórias não funcionam apenas como memórias, mas também como dispositivos de esquecimento. Por isso, a exclusão de Marias Aires não provém estritamente do conteúdo da sua filosofia.

## Obras
- Aires, Matias (1752). Reflexões sobre a vaidade dos homens, ou discursos moraes sobre os effeitos da vaidade. Oferecido à D. José o I. Lisboa: Officina Francisco Luiz Ameno. 373 páginas[52]
- Aires, Matias (1778) Reflexões sobre a vaidade dos homens, ou discursos moraes sobre os effeitos da vaidade Lisboa. Ofic. Francisco Luiz Ameno. 400 páginas.
- Aires, Matias (1761). Reflexões sobre a vaidade dos homens, ou discursos moraes sobre os effeitos da vaidade e Carta sobre a Fortuna. Incluída a Carta sobre a Fortuna. Lisboa: Officina Francisco Luiz Ameno. 400 páginas[52]
- Aires, Matias (1777). Problema de archictetura civil (Parte 1). Lisboa: Offic. António Rodrigues Galhardo, Impressor da Real Meza. 250 páginas[53]
- Aires, Matias (1777). Problema de archictetura civil (Parte 2). Lisboa: Offic. António Rodrigues Galhardo, Impressor da Real Meza. 391 páginas[53]
- Aires, Matias. Carta sobre a fortuna, incluída na 3a edição das Reflexões.

### Obras traduzidas
- (es) Aires, Matias (1787). Reflexiones sobre la vanidad de los hombres o discursos morales de ella:  Con una carta del mismo autor sobre la fortuna. Espanha. Traduzido por Joseph de Palacio y Viana. La Imprenta Real da Espanha. 370 págs.
- (fr) Aires, Matias. (1996) De la vanité des homme. Suivi d'une Lettre sur le bonheur. Prefácio: Claude Maffre e Eduardo Prado Coelho, Ed: Le Passeur-Cecofop, Bibliothèque de l'Arc Atlantique. 264págs.
- (fr) Aires, Matias. (2004). tradução de Claude Maffre. Lettre sur le bonheur  Collection : Arléa-Poche. 80 págs. 11x18cm. ISBN : 9782869596245

### Obras perdidas
- (la) Aires, Matias. Philosophia racionalis et via ad Campum Sophiae, physicae subterraneae — manuscrito in-4.°. (em latim): [s.n.]
- (fr) Aires, Matias (1759). Lettres Bohémiennes, Amsterdão. (em francês): [s.n.]
- (fr) Discours panégyrique sur la vie et les actions de Joseph Ramos da Silva — não foi impresso. (em francês): [s.n.]
- Aires, Matias. Discurso congratulatório pela felicíssima convalescença e real vida de el-rei D. José I, nosso senhor, etc. Lisboa, na o f. de Miguel Rodrigues. 1759. 4.° de 10 folhas. [s.n.] Não traz o nome do autor.[54]